# Hyles vespertilio
Sphinx chauve-souris
Pour les articles homonymes, voir Vespertilio (homonymie).
Espèce
Le Sphinx chauve-souris (Hyles vespertilio) est une espèce de lépidoptères de la famille des Sphingidae.

## Description
- Envergure du mâle : 60 à 80 mm.

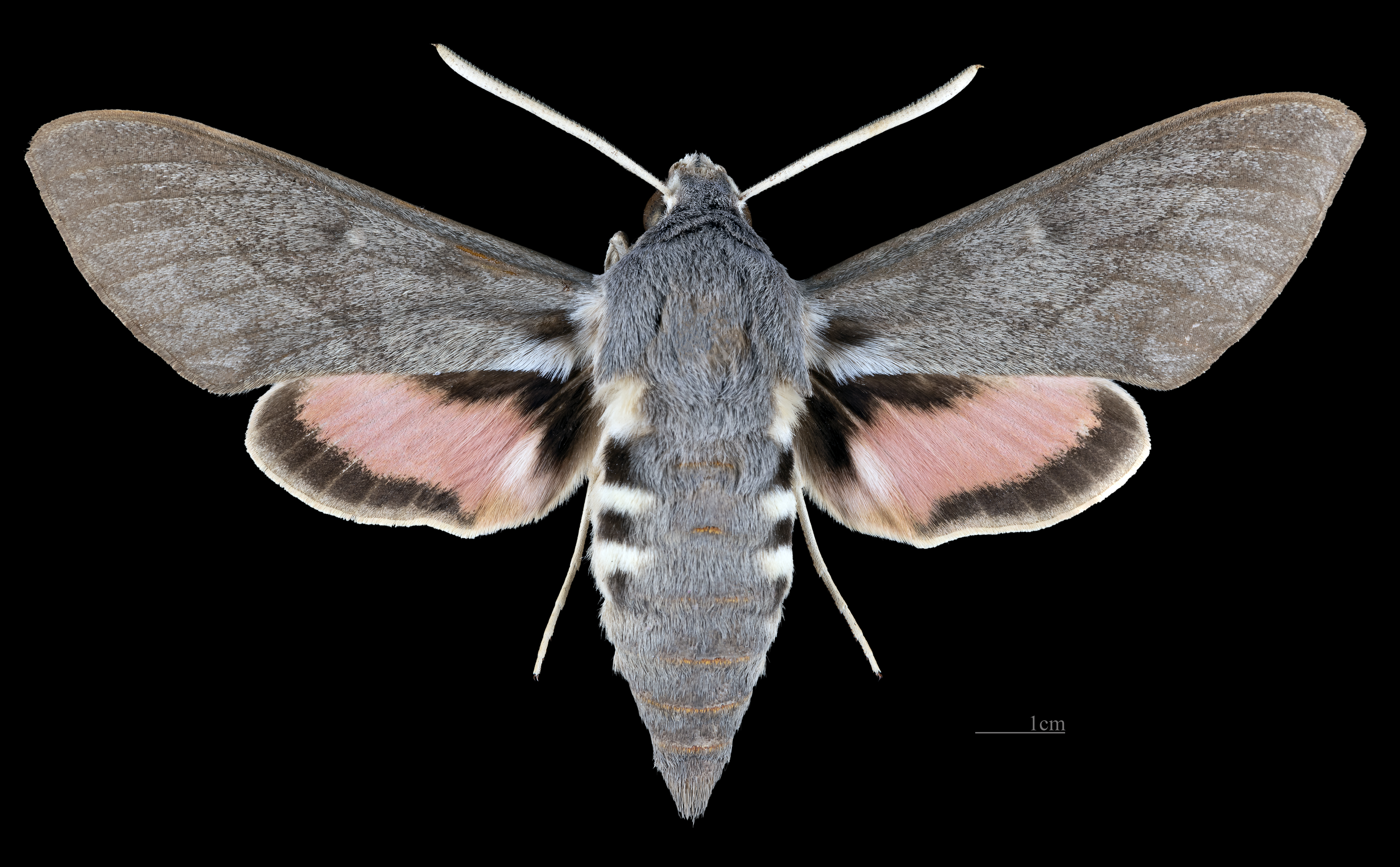
Avers du mâle (coll.MHNT)
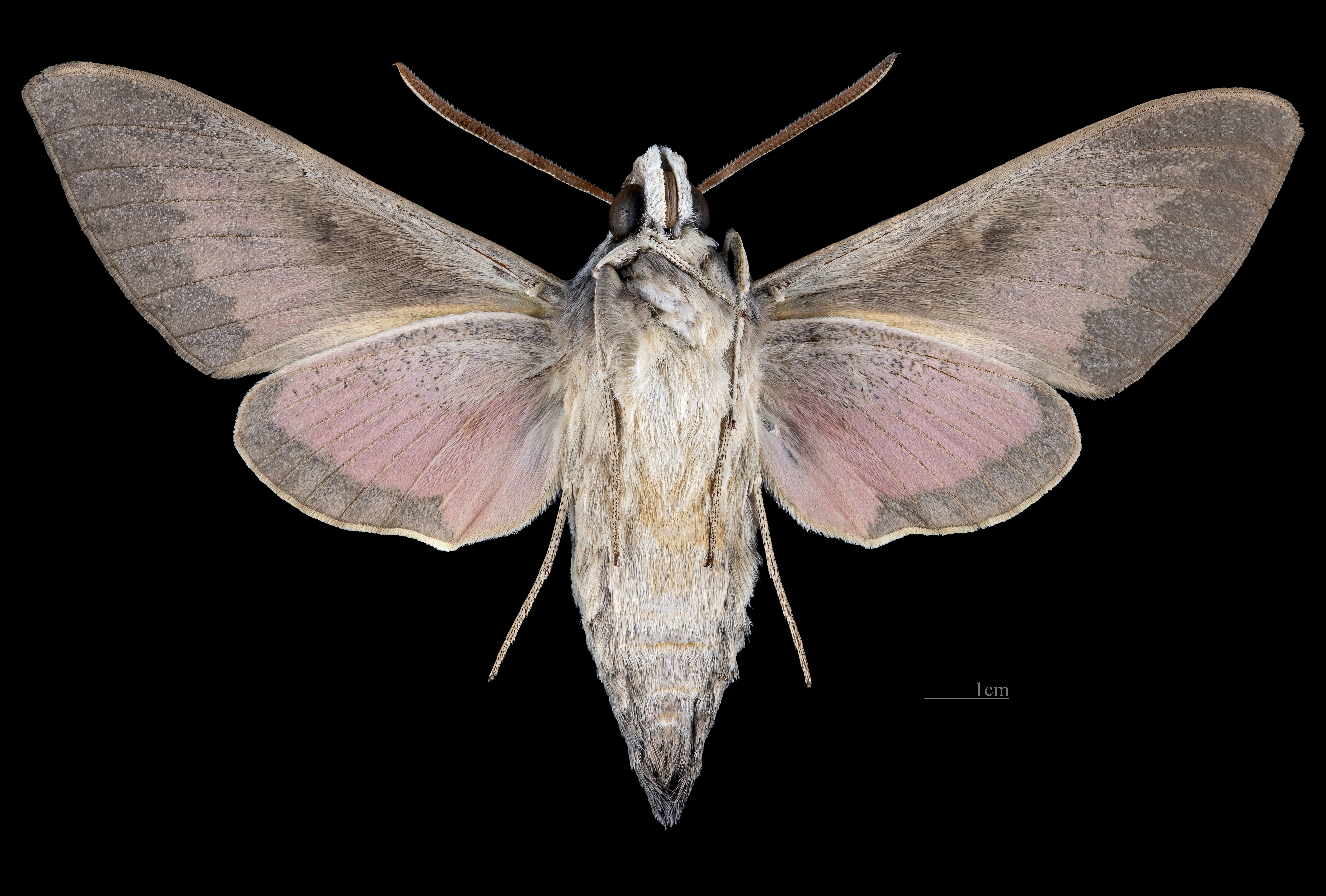
revers du mâle (coll.MHNT)
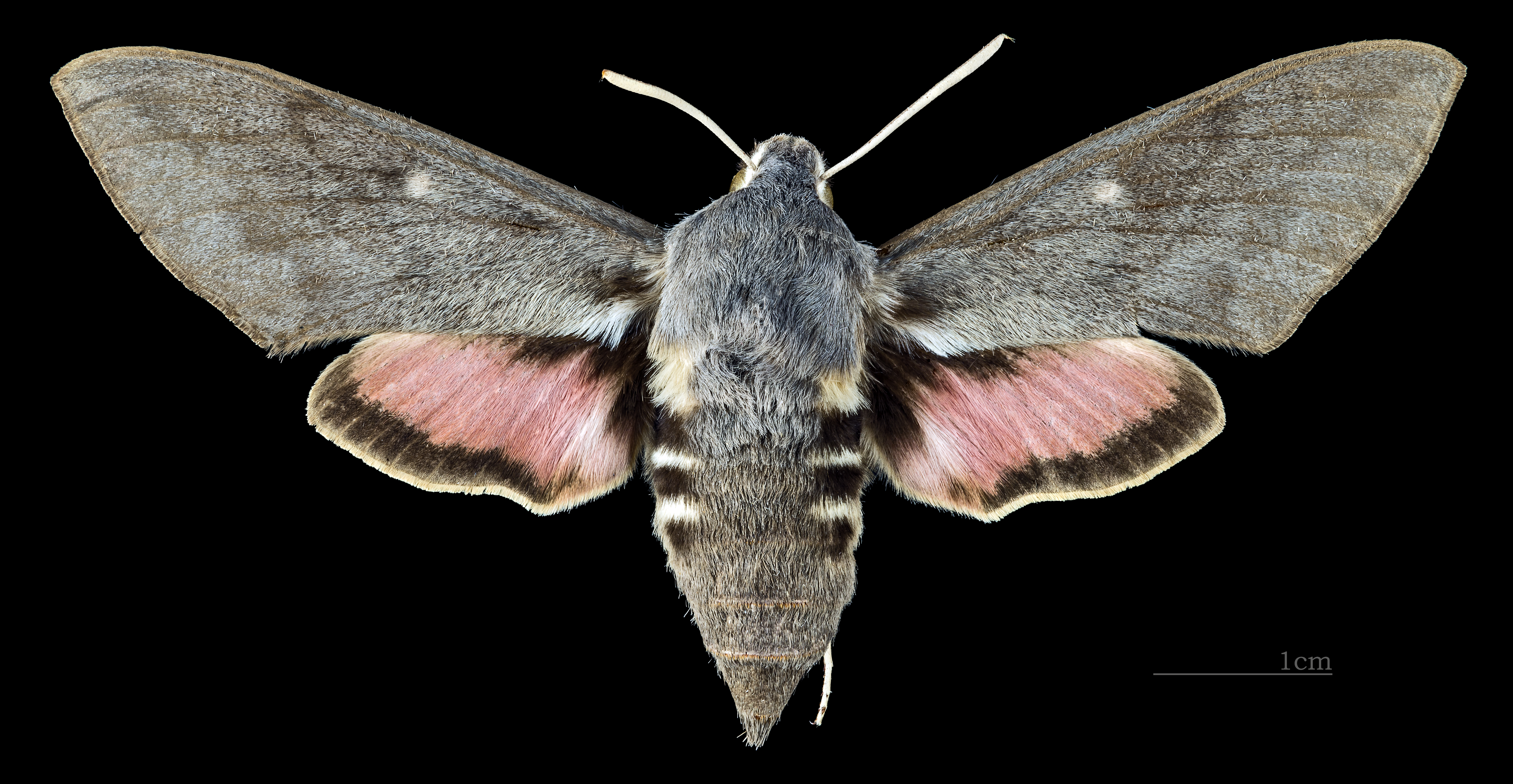
Avers de la femelle (coll.MHNT)
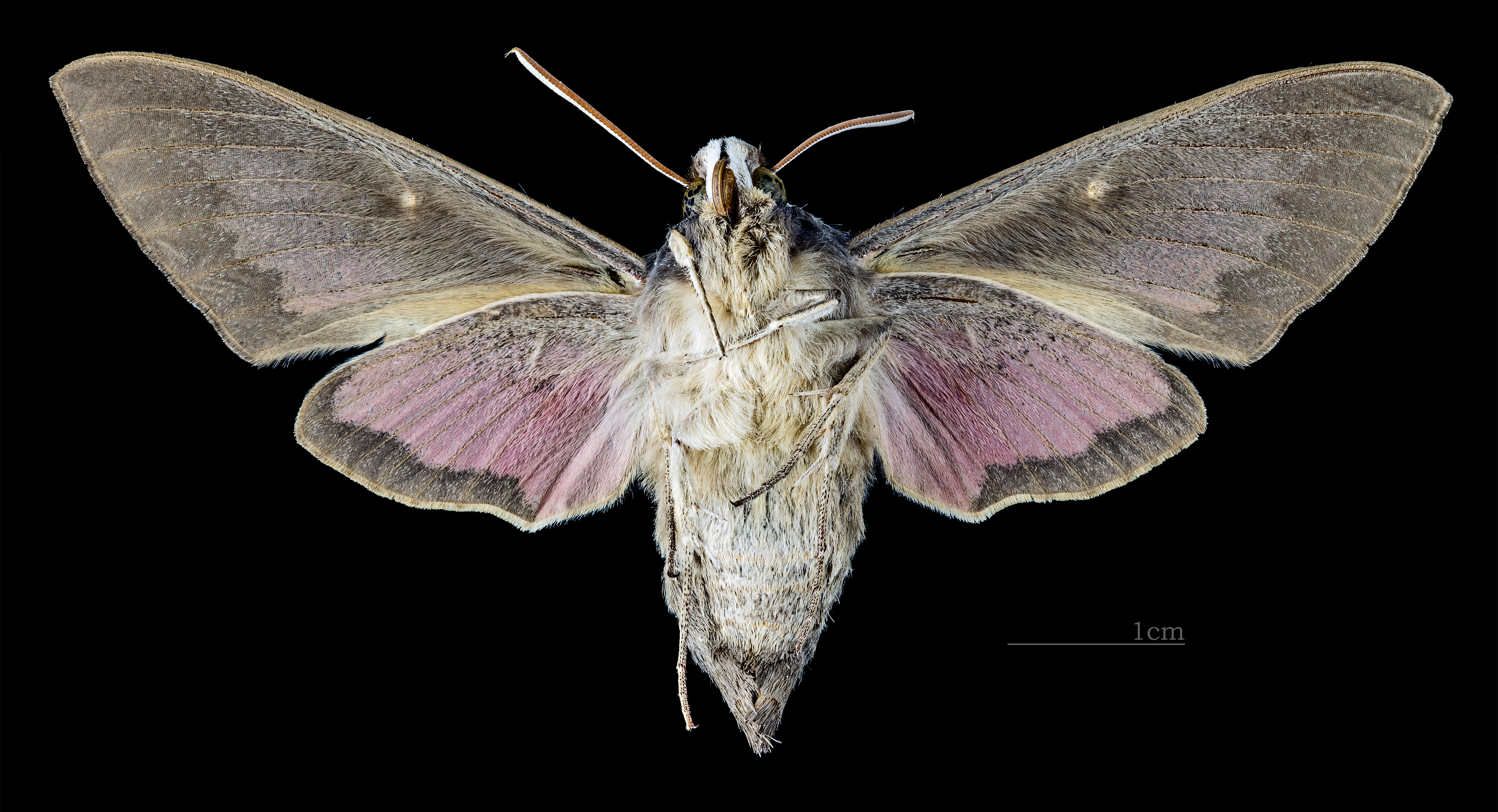
revers de la femelle (coll.MHNT)

## Réparation et habitat
Répartition
L'espèce est connue en Europe centrale et dans la péninsule des Balkans, ainsi qu'en Anatolie et au Caucase. Elle a été observée du Sud à l'Est de la  France, dans le Sud de l'Allemagne, en Suisse, en Autriche, au nord et dans le centre de l'Italie, en République tchèque, en Slovaquie, dans l'est de la Pologne, à ouest de l'Ukraine, en Hongrie occidentale, en Slovénie, en Croatie, en Bosnie, dans le sud et le centre de la Serbie, dans le nord de l'Albanie, dans l'ouest et le sud de la Bulgarie et au nord de la Grèce. En dehors de l'Europe, l'espèce s'étend dans l'ouest de la Turquie est en Transcaucasie. Il y a une population isolée dans les montagnes du Liban.

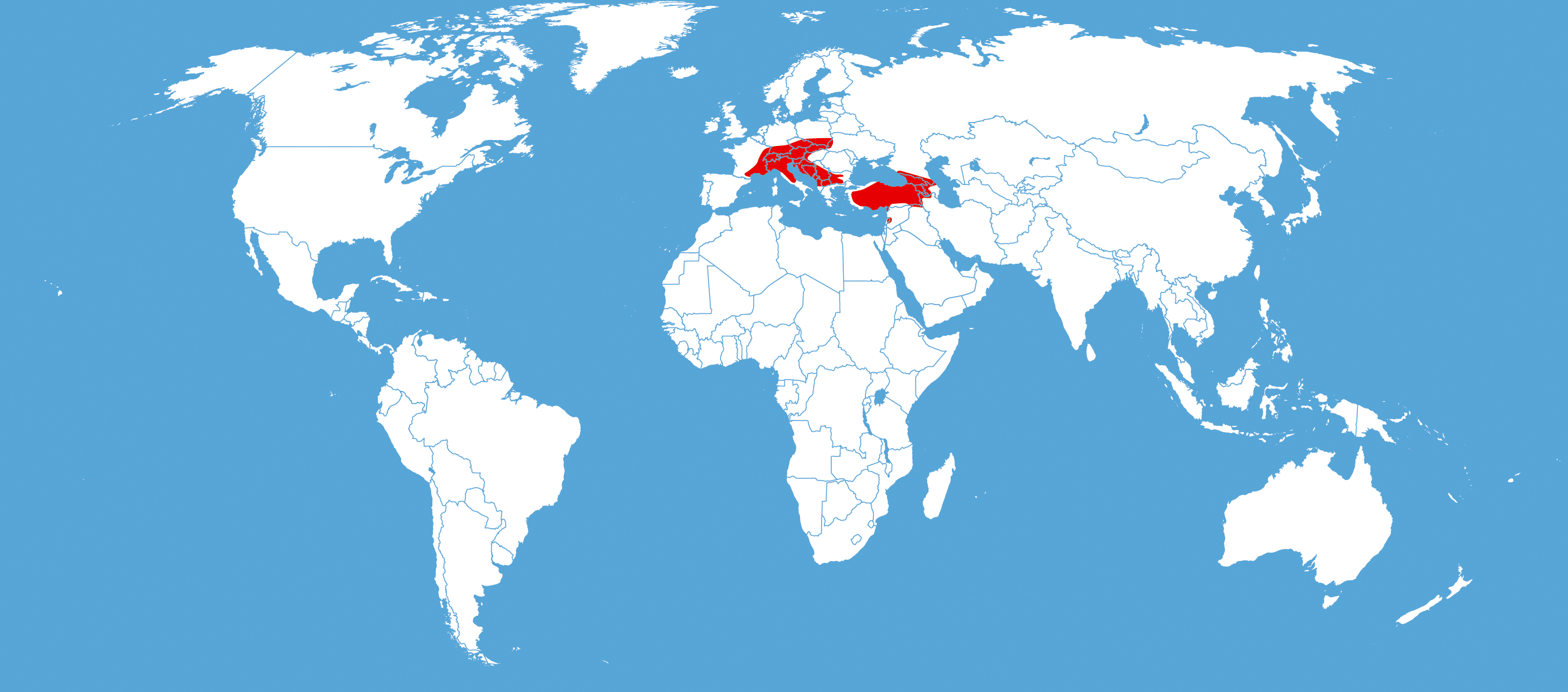
Répartition

## Biologie
- Les adultes volent de mai à juin et d'août à septembre dans une deuxième génération partielle. Pour les hautes altitudes en Europe centrale et en Bulgarie, il y a seulement une génération de juin à juillet.

- Les chenilles se nourrissent sur les espèces du genre Epilobium (y compris Epilobium dodonaei), mais aussi sur les genres Oenothera et Galium.

### Noms vernaculaires
- En français : le Sphinx chauve-souris[1],[2], le Cendré[1], le Sphinx cendré[2].
- En allemand : Fledermausschwärmer[3].

## Systématique
L'espèce Hyles vespertilio a été décrite par l'entomologiste allemand Eugen Johann Christoph Esper en 1780, sous le nom initial de Sphinx vespertilio,.
La localité type est Vérone, en Italie.
L'espèce est classée dans la famille des Sphingidae, la sous-famille des Macroglossinae, la tribu des Macroglossini et la sous-tribu des Choerocampina.

### Synonymie
- Sphinx vespertilio Esper, 1779 — protonyme
- Hyles salmonea  (Oberthür, 1894)
- Deilephila vespertilio burckhardti (Mory, 1901)
- Hyles flava  (Blachier, 1905)
- Hyles murina  (Austaut, 1905) [5]
- Hyles explicata  (Dannehl, 1933)

### Taxinomie
Il existe deux formes : 
- Hyles vespertilio f. Salmonea. Elle n'a pas la couleur rouge-rosée sur la face dorsale de l'aile postérieure;
- Hyles vespertilio f. Flava est très sombre et a la face dorsale de l'aile postérieure jaune.

Dans les Alpes françaises, il existe un hybride naturel avec Hyles hippophaes.